# 中国驻休斯敦总领事馆

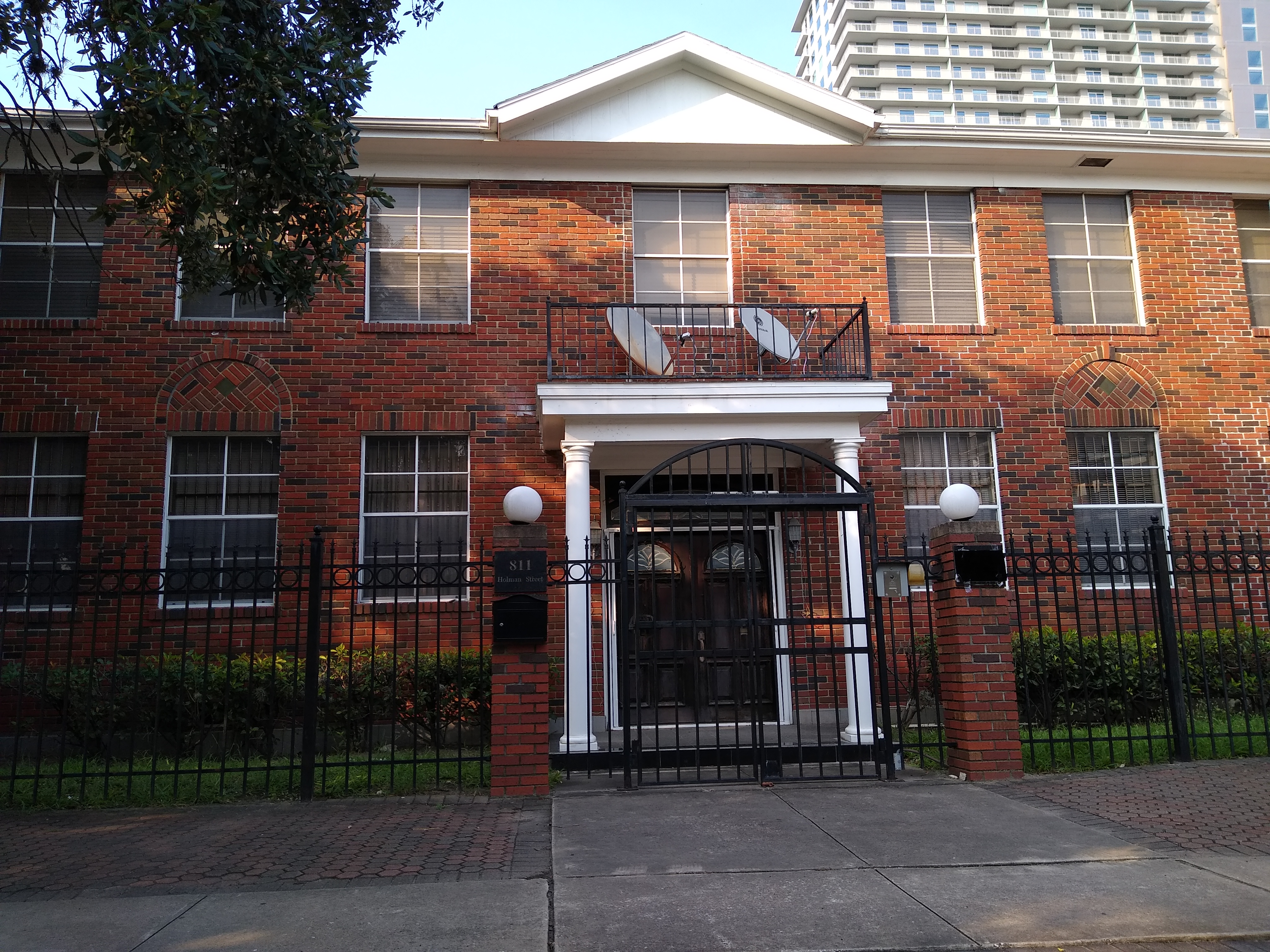
位于休斯敦市中心 (休斯敦)的原中国驻休斯敦总领馆教育组驻地

中華人民共和國駐休斯敦總領事館（英語：Consulate-General of the People's Republic of China in Houston），通称中国驻休斯敦总领事馆，曾经是中華人民共和國派駐美國德克萨斯州休斯敦市的最高級別外交機構，為中華人民共和國在美國设立的第一間總領事館。该馆已于2020年7月正式閉馆，领区工作职责由中国驻美国大使馆代管。
閉館前，中国駐休斯敦总领馆領區包括美国南部的德克萨斯州、俄克拉荷马州、路易斯安那州、阿肯色州、密西西比州、亚拉巴马州、佐治亚州、佛罗里达州和波多黎各。

## 沿革
中华民国政府就曾有在休斯敦派驻领事的历史。1933年8月1日，中華民國駐霍斯頓副領事館正式開辦。1937年，中华民国國民政府任命胡世勋为中华民国驻休斯敦副领事，其后升格为领事、总领事级。
1979年8月24日，根据时任美国总统吉米·卡特与中华人民共和国国务院副总理薄一波达成的协议，中方同意美国在广州市及上海市设立美国驻广州总领事馆及美国驻上海总领事馆，美方同意中国在休斯敦及旧金山设立中国驻休斯敦总领事馆及中国驻旧金山总领事馆。中华人民共和国驻休斯敦总领事馆于1979年11月20日正式开馆。中国驻休斯敦总领事馆是中华人民共和国与美利坚合众国建交之后开馆的首个总领事馆。
中国驻休斯敦总领馆办公楼位于该市博物馆区的中心地带，原为一座建于50年代的公寓式旅馆。2002年，由上海建工（集团）总公司承包进行改扩建工程，2004年11月竣工。2005年12月，中国驻休斯敦总领馆办公楼获得休斯敦博物馆区商业联合会2005年度社区奖“旧楼改造工程奖”。

### 閉館
2020年7月21日16时，美国要求中国在72小时之内关闭中国驻休斯敦总领事馆。該聲明發佈後的數個小時之內，休士頓當地媒體KPRC-TV發佈視頻，總領事館院子中正焚烧疑似文件的物品，冒出白煙，更有民眾稱聞到館內燃燒紙張的氣味。警察和消防部門於當地時間晚上8點左右接到火警報告并抵達總領事館，总领馆出于《维也纳领事关系公约》理由謝绝美国警察及消防员进入领馆，至傍晚後煙霧熄滅，無人傷亡。事件引發廣泛報導後，例行記者會上媒體詢問中国外交部发言人，當日汪文斌表示领館尚正常運作，同時對美國的做法强烈谴责，并表示将做出反应。中國指控美国政府「單方面政治挑釁」，“是美对华采取的前所未有的升级行动”。
美國起初沒有給予關閉的理由，一度引發媒體眾多猜測，22日美國國務院則表示「指示關閉中華人民共和國駐休士頓總領事館，以保護美國知識產權和美國人的私人資訊」。美國國務院發言人摩根·奧塔格斯是發表聲明声称：“美國不會容忍中國侵犯我們的主權和恐嚇人民”。同時美国亚太事务助理国务卿史達偉表示，該領事館長期以來從事“颠覆活动”，是中国发展留学生间谍、获取经济和军事情报的主要“司令部”的緣故。此說法得到對華强硬派參議員馬可·魯比歐的認同。8月13日，在華府主辦的一場研討會中，美国助理司法部长约翰·德默斯声称，联邦调查局（FBI）早已经留意中国驻休斯敦总领事馆一段时间，并稱该领事馆涉及50宗盗取美国30个城市的工业及知识产权。
7月24日，中國外交部基於對等原則宣布对美国驻成都总领事馆撤照，要求该领事馆停止一切业务和活动，關閉時限同樣為72小時。此次中國第一時間就給出了具體理由，外交部發言人汪文斌表示 ，該領事館的“一些人员从事与身份不符的活动，干预中国内政，损害中国的安全利益，中方多次就此提出交涉，美方对此心知肚明。”
7月24日下午，总領館工作人員在限期屆滿前一小時收拾物品離開，总領館內的國旗和國徽也都已移除。限期屆滿後，美方人员试图从领事馆正门进入，但发现门已上鎖，美方人员多度開鎖才從後門進入，多名聯邦政府人員開始為建築物更換新門鎖並封鎖調查現場，美國外交安全局亦派遣兩名職員在門外把守。中國外交部獲悉美方人員進入領事館後批評，該館雖已關閉，但館舍建築本身仍是中方財產，受國際公約與外交保護，美國屬於擅自闖入，對此表示強烈不滿。中方亦于7月27日正式接管美駐成都總領事館。
7月24日，中国驻休斯敦总领事蔡伟在领事馆网站发表致美南地区各界朋友的公开信，表示中國政府對美南地区僑胞的服務不會停止，並表示美方单方面突然要求中方关闭驻休斯敦总领馆的举动是蓄意破坏中美关系，中美关系的本质是互利共赢。
8月17日，北京时间19:30左右，中国驻休斯敦总领事馆全体工作人员乘包机抵达北京首都国际机场，中国国务委员兼外交部长王毅到机场迎接。外交部党委书记齐玉代表部党委宣布，授予驻休斯敦总领事馆集体三等功。

## 机构设置
根据有关规定，2020年閉館前，中国驻休斯敦总领事馆设置下列机构：

### 内设机构
- 政治新闻处
- 领保侨务处
- 领事证件处
- 文化处
- 科技处
- 经济商务处
- 教育处
- 办公室

中国驻休斯敦总领事馆经济商务处为中华人民共和国商务部派出机构；中国驻休斯敦总领事馆教育处为中华人民共和国教育部派出机构。

## 历任总领事
中华人民共和国驻休斯敦总领事

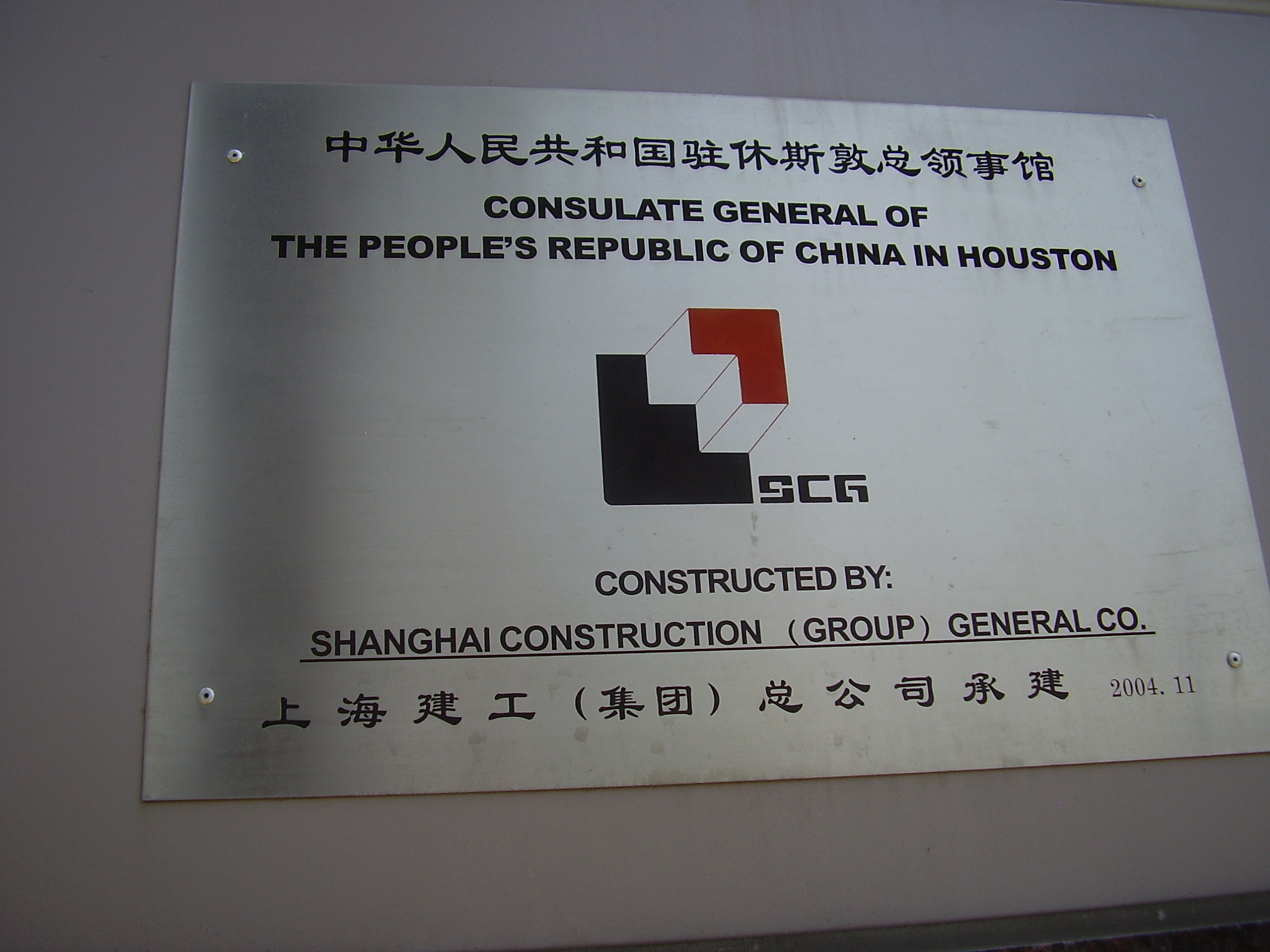
中国驻休斯敦总领事馆奠基牌

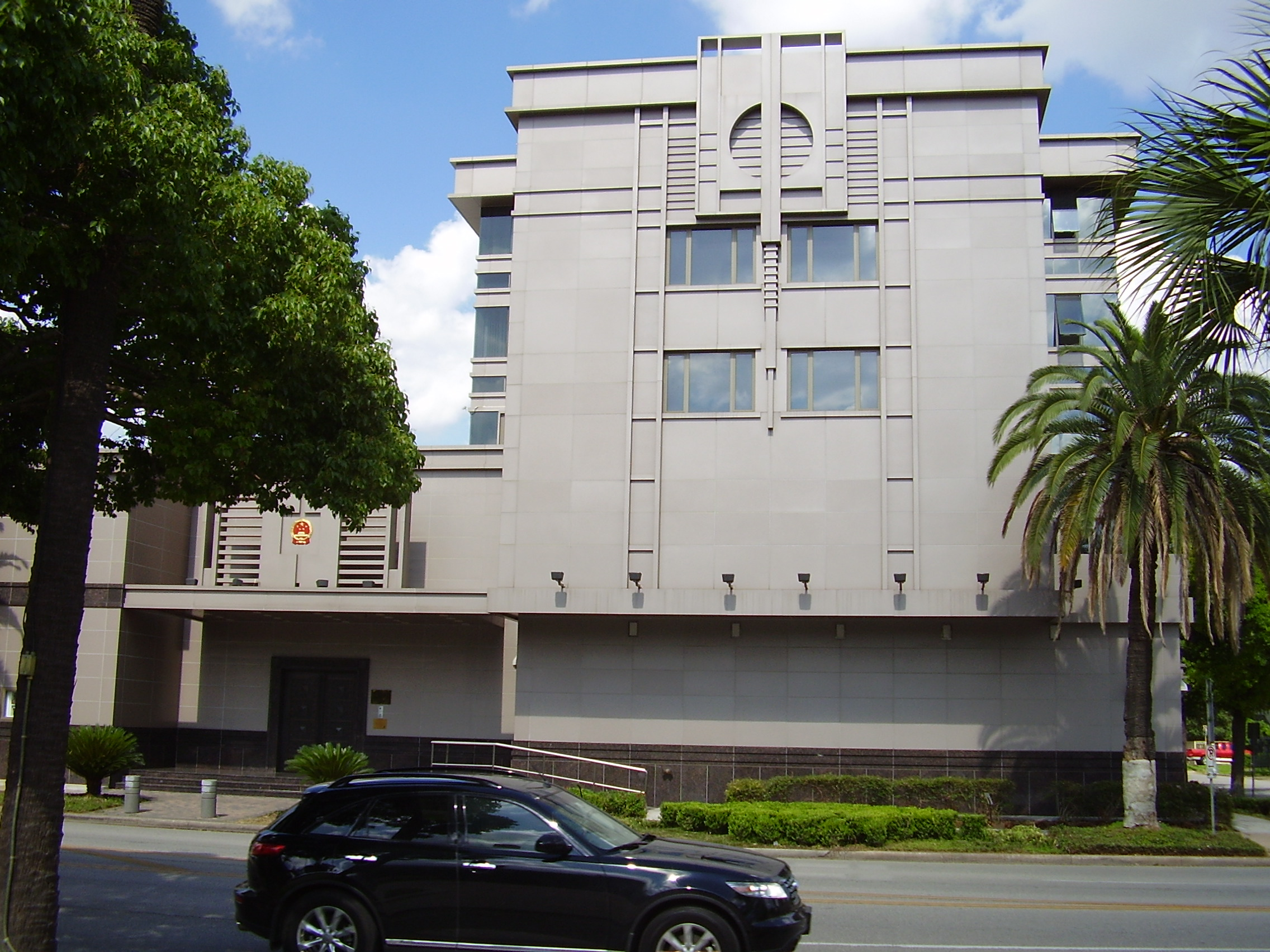
中国驻休斯敦总领事馆馆舍

1. 吴晓达（1979年11月－1983年5月）[39]
2. 汤兴伯（1983年6月－1986年4月）[39]
3. 倪耀礼（1986年4月－1989年7月）[39]
4. 祝秋生（1989年9月－1993年2月）[39]
5. 邱胜云（1993年3月－1996年7月）[39]
6. 吴祖荣（1996年8月－1999年11月）[39]
7. 张春祥（1999年12月－2002年3月）[39]
8. 胡业顺（2002年3月－2005年9月）[39]
9. 华锦洲（2005年9月－2007年4月）[39]
10. 乔红（2007年5月－2009年9月）[39]
11. 高燕平（2009年9月－2011年8月）[39]
12. 许尔文（2011年8月－2014年5月）[39]
13. 李强民（2014年5月－2019年7月）[39]
14. 蔡伟（2019年8月－2020年7月）[40]

## 外部連結
- 中华人民共和国驻休斯敦总领事馆官方网站（页面存档备份，存于）
- 中国驻休斯敦总领事馆的Facebook專頁
- 外交部驻外机构 > 驻外总领馆 > 北美洲 驻休斯敦总领事馆（美国）（页面存档备份，存于）
- 中華人民共和國駐休斯敦總領事館經濟商務处（页面存档备份，存于）